# BroBizz

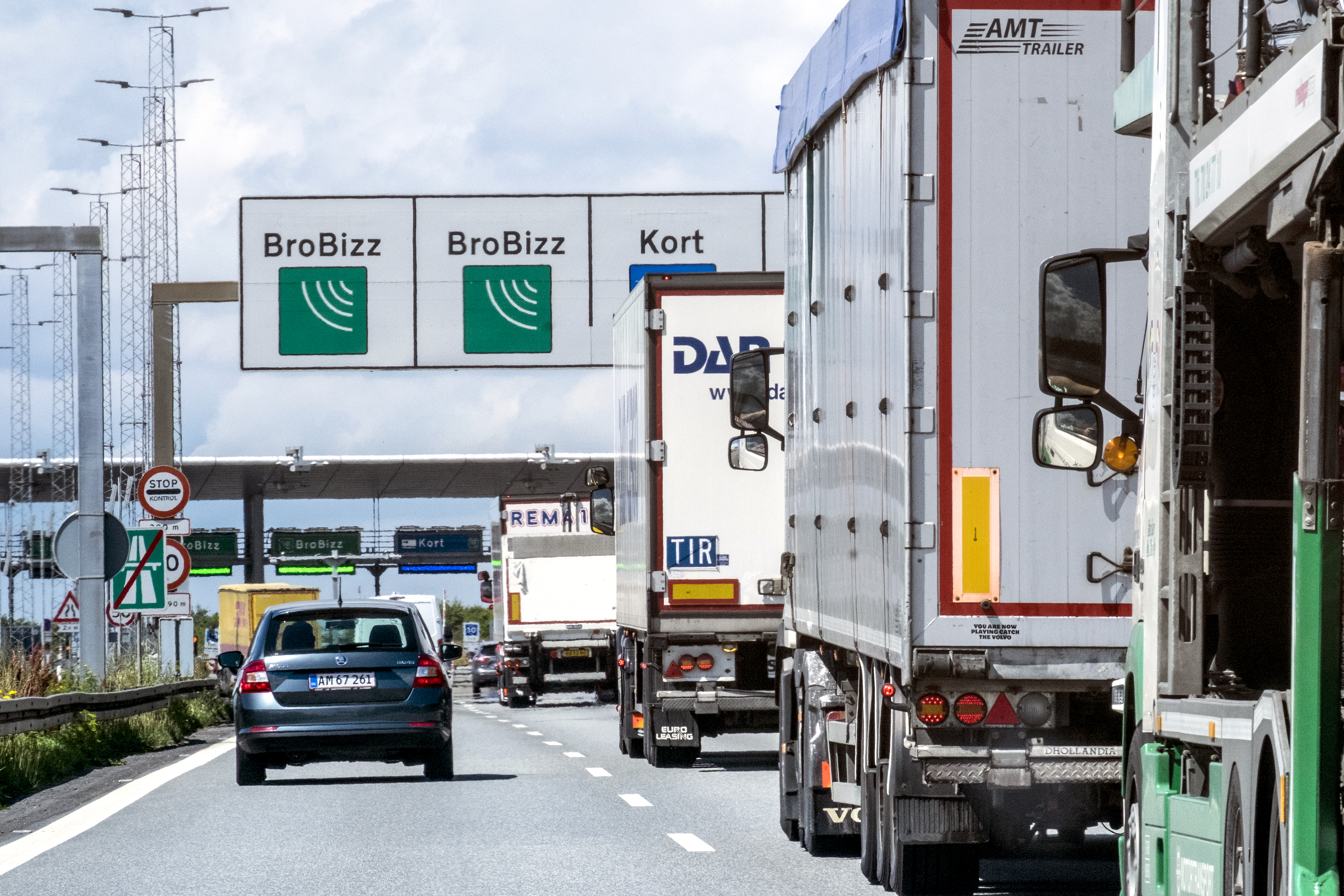
Mautstation der Großer-Belt-Brücke (BroBizz in grünen Fahrstreifen)

BroBizz ist ein dänisches System für die elektronische Mauterhebung in automatischen Mautstellen. BroBizz wurde 2008 gegründet und wird von BroBizz A/S, einer hundertprozentigen Tochtergesellschaft der Sund & Bælt Holding A/S, entwickelt und verwaltet.
Ein BroBizz ist ein drahtloser Sender, mithilfe dessen automatische Bezahlungsanlagen schneller passieren können. Sund & Bælt ist Mitglied des Gemeinschaftsunternehmens (joint venture) EasyGo. EasyGo ist ein Zusammenschluss zwischen Norwegen, Schweden, Dänemark und Österreich, der beim Passieren von Mautstraßen, Fähren und Brücken die Nutzung von nur einem elektronischen Mauttransponder in allen vier Ländern ermöglicht.
BroBizz A/S ist als erstes Unternehmen in Dänemark als EETS-Anbieter registriert worden. Das Ziel der European Electronic Toll Service (EETS)-Richtlinie ist, dass ein elektronischer Sender, z. B. ein BroBizz, auf sämtlichen Mautstrecken in der Europäischen Union zur Bezahlung angewendet werden kann.